# Waen
Waen est un village et une communauté du Denbighshire, au pays de Galles.
Il est situé dans le nord du comté, à 4 km au sud-est de la cité de St Asaph.

## Démographie
Au recensement de 2011, la communauté de Waen comptait 241 habitants.